# みならい魔法使いフワルの冒険
『みならい魔法使いフワルの冒険』（みならいまほうつかいフワルのぼうけん）は、日本の同人ゲームサークルメルケンソフト（リズソフト）が開発、各ダウンロード販売サイトにて販売するアクションゲーム（シェアウェア）である。ベクターではアクセス メディア インターナショナル株式会社を通じて商業ソフトウェアと同じ「プロレジ」決済に対応する。キャラクターイラスト及びロゴデザインはみやじあつし。

## 概要
2000年10月頃より開発が開始され、2001年9月5日のメルケンソフト設立と同時に公開されたデビュー作品である。但し、この際は2面までの「未完版」（Ver.0.5）であり、フリーウェアとしての公開であった。完成した製品版（Ver.1.0、シェアウェア）としての発売開始は2002年7月27日である。その後、フリーウェアとしては「未完版」を改修した「体験版」が2002年8月14日より公開された。「未完版」発表後間もなくベクターや窓の杜によるレビューで評価され、「テックウィンDVD」（エンターブレイン）2001年12月号及び2002年11月号、「パソコン主婦の友」（主婦の友社）2003年4月号、「インディーズゲーム for Windows」（工学社、2003年10月18日発売）に掲載、「製品版」も全体の売り上げは定かでないがDLsite.comの一般向け同人年間ランキングでは2003年第1位をはじめ翌年以降2006年まで50位以内を保ち続け、2005年4月10日付で累計ランキング第1位を記録した。
「スコティッシュホルム」というファンタジー世界を舞台に、魔法修行中の少女が精霊魔法の補助となる精霊を求めて冒険を繰り広げる姿を描く、『スーパーマリオブラザーズ』に類する横スクロールジャンプアクションゲームである。ゲーム公式サイト「あとがき」によれば、子どもの主人公が不幸な生い立ちを背負ったり、魔法が専ら戦いの中でのみ使われる近年のゲームに対する反立的作品で、ごく普通の幸せな子どもを主人公とし、戦闘以外の目的に使用する魔法が用意されている。パステルカラーで彩られた明るいグラフィック、2Dドット絵で表現される表情豊かなキャラクター、文章に丁寧に付けられた読み仮名など見た目によらず難易度は低くない、といった以後の作品にも共通する特徴を持つ。なお、この作品の舞台である「スコティッシュホルム」は、リズソフトが2008年に発表した『フォーチュンサモナーズ 〜アルチェの精霊石〜』にも使われており、フワルが訪れる幾つかの土地のその後の様子も描かれている。

## あらすじ
スコティッシュホルムの小さな町トルーキンに住む少女フワルは、かつて国一番の宮廷魔術師だったマーリン先生のもとで修行中の見習い魔法使い。あるとき、魔法を使うには何十年も修行が必要だが、精霊の力を借りる精霊魔法ならばすぐにでも使えると先生から聞いた彼女は、精霊を探し契約を結ぶべく町の外へと旅立つのだった。

## 登場キャラクター
※声はステージ上におけるかけ声などに使われ、会話などは無音声である。
フワル（声；ゆうり桃花）
このゲームの主人公（プレイヤーキャラクター）。トルーキンの町に両親と暮らすごく普通の少女。魔法使いに憧れ、現在は隠居中の魔法使いマーリンに師事して修行の毎日を送っている。本来の魔法は何十年も修行を重ね魔力と知識を蓄えねば使えないものだが、精霊の力を借りる精霊魔法なら早く使えるようになると聞き、精霊を探しに行くことにした。
ミュート
フワルが第1ステージ「風の丘」で出会う風の精霊。見た目は桃色のウサギ。お調子者で自由気ままな性格。
ティム
フワルが第2ステージ「カルデールの地底湖」で出会う水の精霊。見た目は水色の金魚。博識でマジメな性格。
フラボウ
フワルが第3ステージ「コラット村の火山」で出会う火の精霊。見た目は火の玉。無口で恥ずかしがりやな性格。
ドラム
フワルが第4ステージ「ノームの村」で出会う大地の精霊。見た目は耳の長いタヌキ。食いしん坊で関西弁を話す。
マセリナ（声；留桜良姫）
フワルが第5ステージ「まっくら闇の迷宮」で出会う魔女。クローイという闇の精霊を連れている。

## システム

### 基本構成
このゲームの視点構成は舞台を真横から見るサイドビュー方式である。プレイヤーは概ねマップの左側からスタートして制限時間以内にマップ右側のゴールを目指すが、強制スクロールではなくプレイヤーの任意で左右方向に移動できる。視界は、フワルが進行方向と逆の端に寄ることで前方が広く見える形になっており、上下を見渡すこともできる。全5面のステージ制だが、前出の『スーパーマリオブラザーズ』同様、各ステージは「1-1」「1-2」…といった複数のサブステージから構成され、隠しステージを含めると約30面のサブステージがある。操作はキーボード、あるいはゲームパッドにも対応する。難易度は「みならい」「ふつう」「ベテラン」の3モードあり、ハートの初期数と回復に必要な点数・ボーナス得点・コンティニュー時の回復度・制限時間・敵の強さが変化する。
フワルは、崖などから画面外へ落ちたり、敵本体や敵の攻撃に触れたり、頭が水没することによって、画面左上に表示される「ハート」が1つ減る。ハートが全て無くなるとゲームオーバーとなるが、「やりなおす」を選べばサブステージの最初からやり直せる。ハートは「赤い薬」を取ったり、「コイン」を一定枚数集めたり、サブステージクリア時の得点状況によって増える。また、町で特定のアイテムを購入してハートの最大個数を増やすことも出来る。なお、マップのあちこちに配置されるコインは、緑色の「銅貨」、白色で銅貨10枚分の価値がある「銀貨」、黄色で銅貨100枚分の価値のある「金貨」の3種類あり、買い物のほか、後述する魔力の補充にも必要となる。
トルーキンの町でフワルの自宅2階自室にある机を調べて「日記をつける」ことでゲームの進行状況をセーブでき、次回遊ぶ際にメニューから「日記につけたところから」を選ぶと再開できる。また、サブステージをクリアして次のサブステージへ移る際と、ステージクリア後に町から次のステージに出る際にも自動セーブが行われる。このうちサブステージ毎のセーブはコンティニュー（前出の「やりなおす」）と同様の機能を持ち、メニューで「つづきから」を選んだ際に実行されるが、メニューで「日記に書きうつす」を選ぶとこのセーブ情報を通常の任意セーブに移すことができる。これにより、例えば現在の進行状況を保存しておき、新たに「はじめから」遊ぶことができる。

### フワルの動作
フワルの基本動作は「歩く」、「ジャンプ」、「しゃがむ」、「話す・調べる・（建物などに）入る」の4つあり、移動の際に方向キーを2回押し続けると「ダッシュ（走る）」、ダッシュ中に「下」キーを押すと「すべりこみ」といった動作に繋がる。ダッシュすると徐々に加速し、一定速度に達するとボタンを放してもすぐには止まらず滑走してしまうが、このとき進行方向と逆のボタンを押すと急制動できる。また、ジャンプはボタンを長く押すほど飛距離が伸び、ダッシュしてからジャンプするとさらに高く遠くへ跳ぶことができ、滞空中も左右方向に移動できる。さらに、精霊が仲間になっている場合は、後述のような魔法を使うこともできる。
マップ内に出現する敵モンスターに対するフワルの攻撃手段は、後述の一部攻撃魔法を除くと、ジャンプして敵の頭上から踏みつける方法（キック）が主体となる。攻撃が成功すると反動で跳びあがり、連続で踏みつけることもできる。また踏みつける際にジャンプボタンを押し続けると、通常よりも高く跳ぶことができる。但し、ジャンプや飛行などにより上昇中の敵に対して踏みつけを行うと、フワルの方がダメージを受けハートが1つ減る。また、何度か踏みつけないと倒せない敵も居る。

### 魔法
最初フワルは魔法を全く使えないが、ステージを進めて精霊を仲間に加えると、以下の様に精霊に応じた特性を持つ魔法を使えるようになる。魔法は先ず「召喚魔法」で精霊を呼び出す必要があり、加えて魔法ごとに一定量の魔力を消費する。なお、ジャンプや崖からの落下などで滞空中に「召喚魔法」や「大魔法」を使うと、魔法陣が現れている間は落下がほぼ止まって浮遊するフローティングキャスト状態になる。

#### 召喚魔法
召喚魔法を使うには、予め精霊が仲間になっている状態でマップ内に落ちている「コイン」や「青色の薬」を拾い集めて「魔力」を50以上（画面右上の「魔力ゲージ」が水色になるまで）蓄える必要がある。条件が整って画面右上の精霊アイコンがカラー表示されたら、呼び出したい精霊を選び、ボタンを押し続けるとフワルの背後に魔法陣が描かれ、「CAST!」と表示されたらボタンを放すと精霊が召喚される。一度に召喚できる精霊は1体のみだが、呼び出した精霊は任意に解放（元の世界へ還す）でき、魔力残量など条件が整っていれば別の精霊を召喚できる。他方、魔法使用後に魔力が尽きた場合にも精霊は解放されてしまう。

#### 精霊魔法
召喚した精霊を連れている状態のとき、精霊の種類に応じた以下の魔法が使える。いずれも魔力を少量消費する。
- 風の精霊魔法‐ジャンプや崖からの落下などによる滞空中、連続2回まで空中ジャンプができる。空中でジャンプボタンを押すと通常と同じようにジャンプする。
- 水の精霊魔法‐魔法ボタンを押すとフワルが泡に包まれ、その状態では水中やマグマの中でもハートを減らさずに行動できる。魔法ボタンを再度押すと泡は解除される。
- 火の精霊魔法‐魔法ボタンを押すと進行方向にフラボウが飛んでいき、敵を攻撃する。上下ボタンと魔法ボタンを同時に押せば、それぞれ上下の敵を攻撃できる。ブーメランの様に戻ってくる際にも攻撃できる。
- 大地の精霊魔法‐魔法ボタンを押すと進行方向にある星印の付いたブロックを排除する。上下ボタンと魔法ボタンを同時に押せば、それぞれ上下のブロックを排除する。

#### 大魔法
精霊を連れているとき、その種類に応じた大魔法により敵を一度に複数攻撃できる。魔力消費が激しいが、残量が足りなくても1度だけなら使うことができ、その場合は「ファイナルレリーズ」として大魔法発動と同時に精霊が解放される。大魔法は、精霊を連れているときに召喚魔法と同様に魔法ボタンを押し続けて魔法陣を呼び出し、「CAST!」と表示されてからボタンを放すと発動する。
- ウィンド・シュート‐風の大魔法。フワルの上下に3つずつ弓状の風の刃を発射して上空や足元の敵を攻撃する。
- ウォーター・ブロウ‐水の大魔法。フワルの進行方向に水流を発射して前方の敵を攻撃する。
- ファイアー・スウォーム‐火の大魔法。上空から火の玉を降らせ、画面全体の敵を攻撃する。
- アース・シェイク‐大地の大魔法。大地震により落石を発生させ、付近の敵を攻撃する。但し、洞窟など天井のある場所でしか効果が無い。

## テーマソング
『ハッピーマジック』
作詞・作曲；メルケンソフト
歌；留桜良姫
フィールドステージで使われるBGMに歌詞をつけたもの。ゲーム公式webサイトにて配信された。MP3形式で2.87MB、3分8秒。同サイトには他にも全16曲の曲名及び解説が掲載され、そのうち一部をダウンロードできる。